# Салават (гора)
Салават  (рут. Салават сыв) — гора Главного Кавказского хребта. Расположена в Рутульском районе Дагестана.

## Описание
Высота вершины составляет — 3642 м, через расположенный в этом районе Салаватский перевал (2829 м) в прошлом проходила Военно-Ахтынская дорога. С северной стороны находится один из притоков реки Каравансарайчай, впадающей в реку Ахтычай, с южной стороны — несколько речек, вливающихся в Алазани. Примерно в 5 км на севере находится село Борч.